# Velkopopovický Kozel

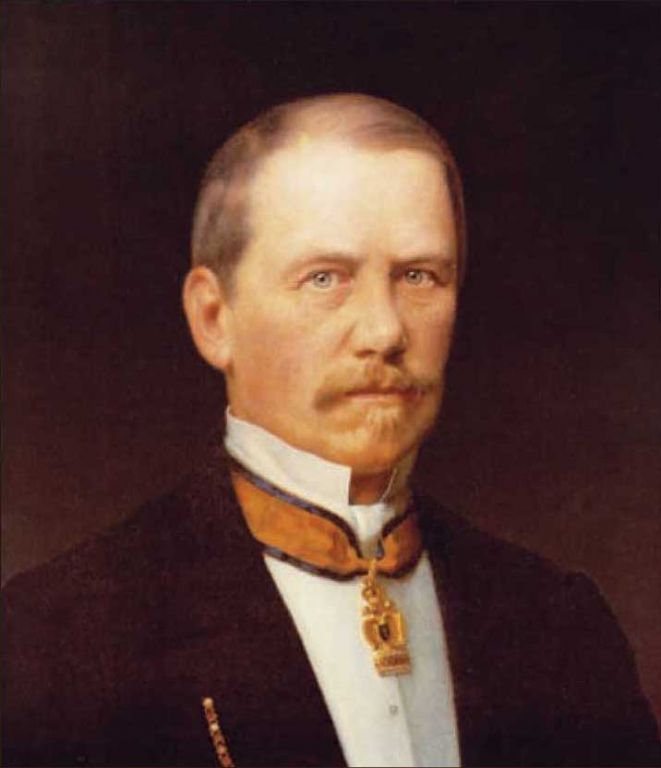
František Ringhoffer

Velkopopovický Kozel is een Tsjechische brouwerij en biermerk.
De brouwerij in Velké Popovice is gesticht in 1874 door František Ringhoffer. De merknaam Kozel werd officieel geregistreerd in 1922. "Kozel" in Tsjechisch betekent "een geit" en het embleem van de brouwerij toont een geitenbok die een bierglas heft. De bok verwijst naar het bokbier dat de stichter oorspronkelijk brouwde volgens de plaatselijke traditie. De brouwerij heeft overigens een echte geitenbok met de naam Olda als mascotte.
Anno 2017 is de brouwerij een deel van Plzeňský Prazdroj, dat zelf onder de Asahi Group Holdings valt.
Buiten de Tsjechische republiek is Kozel het meest verkochte Tsjechische biermerk. De brouwerij in Velké Popovice heeft sedert 2004 een capaciteit van 1,5 miljoen hectoliter per jaar.

## Bieren (2023)
- Kozel 10, blond bier met 4,2% alcoholpercentage
- Kozel 11° (4,6%)
- Kozel Černý (black) (3,8%), donkerrood bier gebrouwen met gekaramelliseerde mout
- Kozel Mistrův ležák (4,8%)
- Kozel Řezaný (black & tan 11°) (een bier dat het midden houdt tussen Kozel 11° en Kozel black)
- Kozel Florián (donker 11°, slechts tijdelijk en in beperkte oplage verkrijgbaar in de COOP-winkels)